# Sågskära (musikalbum)
Sågskära är den svenska folkmusikgruppen Sågskäras debutalbum, utgivet 1989 på skivbolaget Hurv. Det utkom på LP. På albumet medverkar Magnus Gustafsson, Marie Gustafsson, Erik Hector, Gunnilla Lundh-Tobiasson och Toste Länne.

## Låtlista
Alla låtar är arrangerade av Sågskära. Där inte annat anges är låtarna trad.
Sida A
1. "Skruv-visan" – 2:30
2. "Nu står jag på min resa" – 3:55 (efter Jödde i Göljaryd)
3. "Ack, om jag tordes" – 4:30 (efter August Strömberg)
4. "Sara-Lenas visa" – 2:20
5. "Å, hör ni vackra flickor" – 2:50
6. "Schottis från Vederslöv" – 2:55 (efter Aron Ljungkvist)
7. "Virginiavisan" – 4:00

Sida B
1. "Gökvisa från tving" – 3:50 (efter Arvid Wallin)
2. "Ack, hören mig i flickor" – 2:55 (efter Lovisa Rask)
3. "Jag havar ingen kärare" – 3:30 (efter Gubben Tjäder i Värnamo)
4. "Polska från Blackstad socken" – 2:15
5. "Julsång från Knäred" – 1:45 (efter August Ysenius)
6. "Förnöjsam levnad" – 3:00
7. "Det var en lördagsafton" – 2:40 (efter Jödde i Göljaryd)
8. "Lindormen" – 4:50 (efter Maja Hansdotter)

## Medverkande
- Magnus Gustafsson – sång, fiol, lyra, trummor
- Marie Gustafsson – sång, harpa, gitarr, flöjt, horn
- Erik Hector – sång, hummel
- Gunnilla Lundh-Tobiasson – sång, flöjt
- Toste Länne – sång, fiol, trummor